# Vormärz

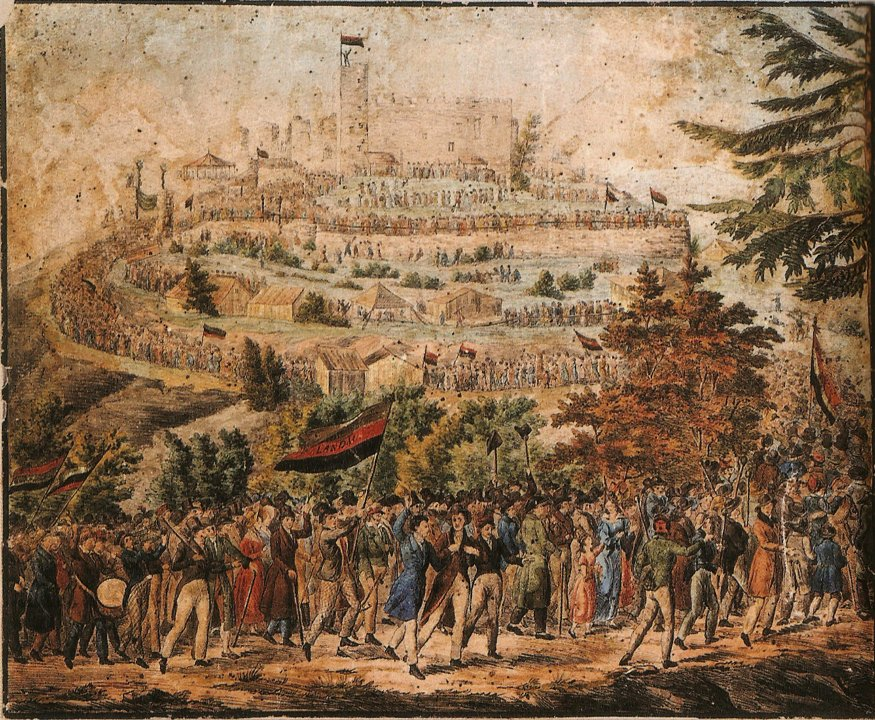
Hambašská slavnost (1832), nejvýznamnější politická manifestace „předbřeznového období“

Výraz Vormärz (německy doslova předbřezní, užívaněji doba předbřeznová) označuje předrevoluční období v německých dějinách poloviny 19. století.

## Události
Výraz Vormärz zavedl rakouský spisovatel Franz Grillparzer v souvislosti s rozjitřeným společenským klimatem a nepokoji v Německu, které předcházely neúspěchu revoluce v roce 1848. Tyto nepokoje způsobilo zvyšování cen a zvyšování nerovnosti ve společnosti v důsledku sílící industrializace v německých zemích.
Na rozdíl od definice biedermeieru, kritikou užívaného pouze ve 20. století pro označení jednoho uměleckého a literárního stylu, výraz Vormärz se brzy dostal do obecného slovníku jako označení druhu zpolitizované liberální literatury stojící v opozici k absolutistickému pojetí vlády.

## Autoři
Mezi nejvýznamnější autory patří Georg Büchner, Heinrich Heine a Ludolf Wienbarg.